# Vite prigioniera

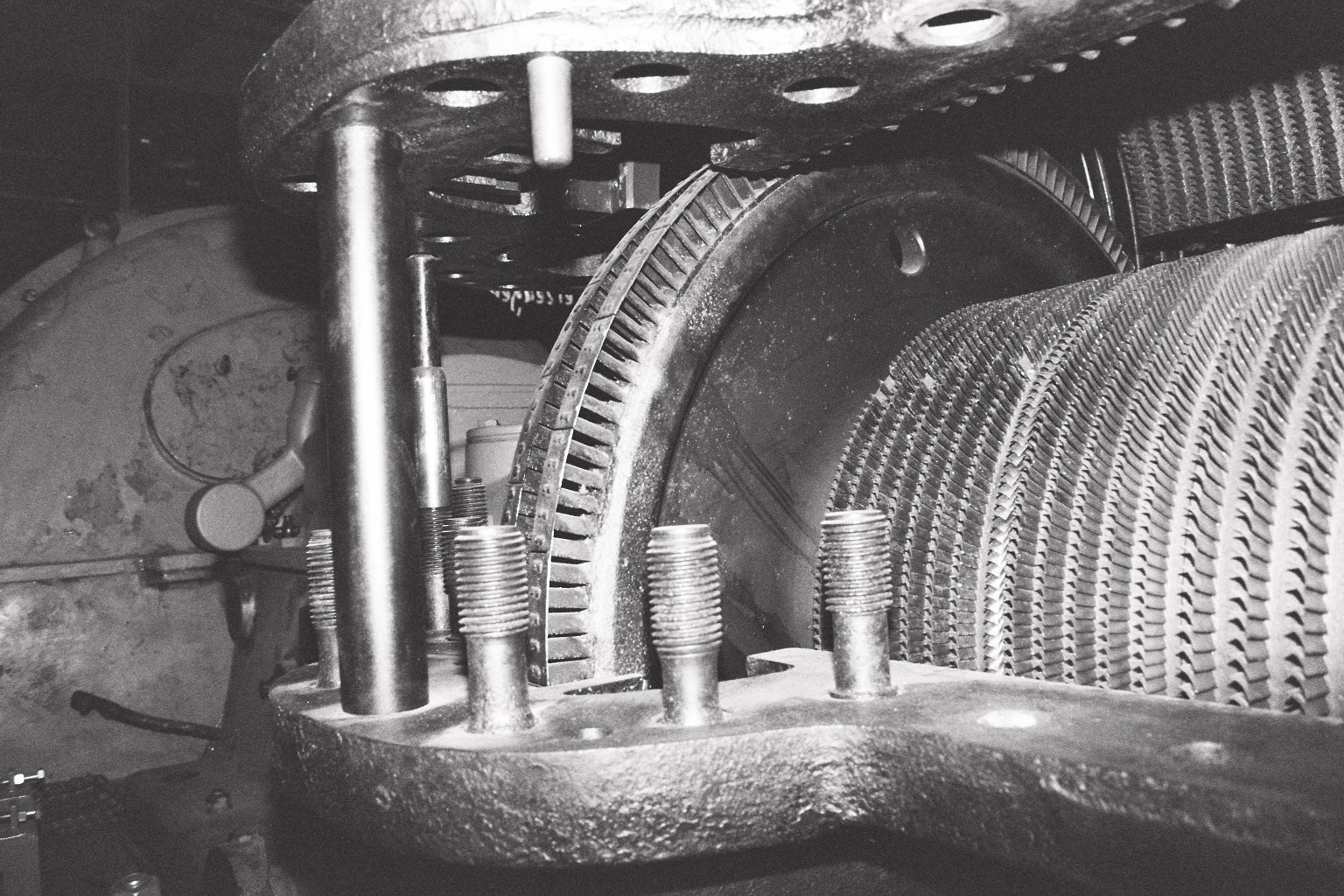
Prigionieri montati sulla cassa di una turbina a vapore

Una vite prigioniera, o prigioniero, è un particolare tipo di vite che si presenta senza testa e filettata in ambedue le estremità, fatta per essere avvitata su una madrevite.

## Descrizione
Il prigioniero è composto da tre parti:
- una prima estremità filettata, detta radice , che è quella che andrà avvitata nel foro cieco filettato. La sua lunghezza dipende dalla resistenza del metallo in cui andrà a fare presa e dallo sforzo che deve sostenere;
- una parte centrale non filettata, la cui lunghezza dipende dallo spessore del pezzo da accoppiare. Il diametro di questa parte può essere pari al diametro esterno della parte filettata o inferiore;
- l'altra estremità filettata, la cui lunghezza dipende dal fatto di dover ospitare solo un dado con rondella o anche un controdado.

Il serraggio avviene quando i filetti incompleti della vite penetrano all'imboccatura della madrevite provocando sui filetti della stessa una leggera deformazione che garantisce il bloccaggio. Esso avviene, essendo questo tipo di vite sprovvisto di una testa, tramite dado e controdado: si avvita un dado per un breve tratto nella parte superiore, se ne avvita un altro subito dopo fino a farli bloccare tra loro quindi si fa forza con una chiave sul secondo dado in modo da forzare il prigioniero nella madrevite.

## Utilizzo
Viene impiegata quando non è possibile o non risulta conveniente praticare un foro passante in ambedue i pezzi da unire, e quindi non si può utilizzare un normale bullone, e quando non si può neanche fare un foro cieco filettato su uno dei pezzi e accoppiare l'altro con una normale vite (ad esempio perché il metallo su cui va la madrevite non è sufficientemente resistente per sopportare eventuali smontaggi e rimontaggi della vite senza rovinare la filettatura). In questo caso si effettua perciò su un pezzo un foro passante, mentre sull'altro pezzo si esegue un foro cieco filettato, e si impiega un prigioniero e un dado.
Un impiego tipico dei prigionieri si trova nei motori alternativi, per il fissaggio della testata al basamento o monoblocco o cilindro: sul basamento si trovano i fori ciechi filettati nei quali vengono avvitati i prigionieri e la testata viene alloggiata infilandola sui prigionieri, e quindi stretta con i dadi.